# Reinold Wiedemeijer
Reinold Wiedemeijer est un arbitre néerlandais de football né le 21 octobre 1967  à Velden aux (Pays-Bas).
Il fait partie des arbitres retenu pour le Tournoi d'Amsterdam 2009. Il officie lors du  match Benfica-Sunderland (2-0).